# Roland Königshofer
Roland Königshofer (Neunkirchen, 24 de octubre de 1962) es un deportista austríaco que compitió en ciclismo en la modalidad de pista, especialista en la prueba de medio fondo. Su hermano Thomas también compitió en ciclismo.
Ganó diez medallas en el Campeonato Mundial de Ciclismo en Pista entre los años 1985 y 1994.

## Medallero internacional
| Campeonato Mundial | Campeonato Mundial                | Campeonato Mundial | Campeonato Mundial |
| Año                | Lugar                             | Medalla            | Competición        |
| ------------------ | --------------------------------- | ------------------ | ------------------ |
| 1985               | Bassano (Italia)                  | Medalla de plata   | Medio fondo (A)    |
| 1986               | Colorado Springs (Estados Unidos) | Medalla de bronce  | Medio fondo (A)    |
| 1987               | Viena (Austria)                   | Medalla de bronce  | Medio fondo (A)    |
| 1988               | Gante (Bélgica)                   | Medalla de plata   | Medio fondo (A)    |
| 1989               | Lyon (Francia)                    | Medalla de oro     | Medio fondo (A)    |
| 1990               | Maebashi (Japón)                  | Medalla de oro     | Medio fondo (A)    |
| 1991               | Stuttgart (Alemania)              | Medalla de oro     | Medio fondo (A)    |
| 1992               | Valencia (España)                 | Medalla de bronce  | Medio fondo (A)    |
| 1993               | Hamar (Noruega)                   | Medalla de plata   | Medio fondo        |
| 1994               | Palermo (Italia)                  | Medalla de plata   | Medio fondo        |